# Campeonato del mundo de Streetboard 2006
Resultados del campeonato del mundo de Streetboard celebrado en el año 2006

En Peterborough (Inglaterra) en las siguientes modalidades: Mini ramp, Vert, Street y Best trick.

Únicamente se muestran las tres primeras posiciones. 
| Puesto | País            | Ciudad | Atleta       |
| ------ | --------------- | ------ | ------------ |
| 1      | Alemania        |        | Max Maier    |
| 2      | Unión Soviética |        | Piotrek      |
| 3      | Reino Unido     |        | Max Anderson |

| Puesto | País     | Ciudad    | Atleta         |
| ------ | -------- | --------- | -------------- |
| 1      | España   | Barcelona | Gabi Muñoz     |
| 2      | Alemania | Stuttgart | Christian Kamm |
| 3      | Alemania |           | Ingo Fohre     |

| Puesto | País           | Ciudad    | Atleta            |
| ------ | -------------- | --------- | ----------------- |
| 1      | Reino Unido    |           | Max Anderson      |
| 2      | Alemania       | Stuttgart | Cristian Kamm     |
| 3      | Estados Unidos | Utah      | Brinton Gundersen |

| Puesto | País           | Ciudad | Atleta            | Truco                                  |
| ------ | -------------- | ------ | ----------------- | -------------------------------------- |
| 1      | Estados Unidos | Utah   | Brinton Gundersen | Rodeo 720                              |
| 2      |                |        | Andy Garret       | Rodeo over door gap                    |
| 3      | Suiza          |        | Dani Regli        | Switch 5-0 to front board on kink rail |

- Datos: Q5745484